# Al-Ahmadi (muhafaza)
Al-Ahmadi (arab. ‏الاحمدي‎) – muhafaza w południowym Kuwejcie, ze stolicą w mieście Al-Ahmadi.
Odgrywa ważną rolę w ekonomii Kuwejtu, gdyż znajduje się tam kilka z kuwejckich rafinerii przetwarzających olej. Główne zamieszkane obszary to Abu Chalifa, Ar-Rikka, Al-Fuhajhil i Mankaf.